# Dietmar Josef Zapf
Dietmar Josef Zapf (auch Josef D. Zapf oder D. Josef Zapf; * 13. September 1946 in Reichental) ist ein deutscher Maler und Radierer.

## Leben
Dietmar Josef Zapf wuchs im Schwarzwald auf. Vor seinem Studium von 1967 bis 1973 an der Staatlichen Akademie der bildenden Künste Karlsruhe, Außenstelle Freiburg, arbeitete er nach einer Maschinenbaulehre als Montageschlosser. Er war Meisterschüler von Peter Dreher und widmet sich seit 1974 einer fiktionalen Landschaftsmalerei, die er auch als Freilichtmalerei ausübt.

## Werk
Abgesehen vom Schwarzwald, arbeitete und lebte Dietmar Josef Zapf in New York, Los Angeles, Paris, Rom und Köln. Thematisch, programmatisch wie biografisch wird sein Werk durch seine wechselnden Aufenthalte in unterschiedlichen Landschaften periodisch gegliedert:
1978 erhielt Dietmar Josef Zapf das Stipendium der Kunststiftung Baden-Württemberg als Reisestipendium in die USA und lebte dort in New York und Los Angeles. Hier entstand die Serie „Psycho“ nach dem Film von Alfred Hitchcock. Er besuchte die Navajo und die Hopi in Utah.
1979 zog er in die Cité Internationale des Arts Paris.
1980 vertrat er Peter Dreher an der Kunstakademie Karlsruhe.
1981 wurde ihm der Förderpreis der Oberrheinischen Gewerbeindustrie verliehen.
1983–1984 war er Stipendiat der Deutschen Akademie Rom Villa Massimo. In dieser Zeit bereiste Dietmar Josef Zapf Sizilien und bestieg den Ätna. Seine Erfahrungen in dieser Vulkanlandschaft stellte er mit kleinformatiger Tuschpinselmalerei und auf großformatigen Linolschnitten dar, die er mit Hilfe einer alten Rasenwalze vierfarbig auf leichtes Gewebe druckte.
1991 erhielt Zapf den I. Kunst- und Kulturpreis des Markgräflerlandes und das Museumsatelier der Stadt Müllheim. Hier malte er großformatige Landschaftsbilder der Haute Provence, italienischer Landschaften und des Oberrheins, die das Markgräfler Museum Müllheim in der Retrospektive Dietmar Josef Zapf, Ausdruck und Echo, Malerei 1983–2003 im Jahre 2003/04 ausstellte.
Nach Auflösung seines Müllheimer Ateliers übernahm das Morat-Institut für Kunst und Kunstwissenschaft das malerische und drucktechnische Werk von Dietmar Josef Zapf ins Institutsdepot Freiburg im Breisgau.
Über die Ätna-Serie (Tuschpinselmalerei und Linoldrucke auf Stoff) schrieb Michael Krüger: „Die Ätna-Bilder lüpfen gewissermaßen die Decke der Konvention, die sich über die Welt gelegt hat – und sie unsichtbar hat werden lassen.“ (D. Josef Zapf  – Etna, Kunstverein Freiburg, Katalog 1984, S. 8)
Im Katalog der Ausstellung Josef D. Zapf Landschaft + Berg, 1991, S. 9, bemerkte Hans H. Hofstätter: „Während Cézanne (aber) zur kubischen Ordnung strebte, mit deutlichen Ruhe- und Konzentrationspunkten, spürt Zapf mit ständigem Wechsel von Auflösung und Komprimierung  dem Hang der Natur zum Chaos nach, dem jedoch der Schöpfungswille entgegensteht.“
Im Katalog Josef D. Zapf – Bilder, Freiburg 1994, S. 7, stellte Otfried Käppeler fest: „Sagt Josef D. Zapf, das momentane Programm sind Bäume, Berge und das Meer, so ist das als eine motivische Beschränkung zu verstehen: Das Programm ist die Landschaft, das Thema die Malerei.“